# جولیا (۱۹۸۴)

اطلاع‌نگاشت، مقایسه ۱۹۸۴ با دنیای قشنگ نو

جولیا (به انگلیسی: Julia) نام یکی از شخصیت‌ها در کتاب ۱۹۸۴ نوشته جورج اورول است. در کتاب هرگز به نام خانوادگی او اشاره نشده‌است.

## ویژگی‌های ظاهری
او در ابتدای کتاب این گونه معرفی و توصیف شده است:
وینستون او را به اسم نمی‌شناخت ولی می‌دانست در «بخش ادبیات داستانی» کار می‌کند. از قرار معلوم کار او فنّی و در رابطه با ماشین‌های داستان‌نویسی بود. چون وینستون گاهی او را با دست‌های روغنی و آچاربه‌دست دیده‌بود. دختری جسور به نظر می‌رسید و حدوداً ۲۷ ساله بود. با موهایی پرپشت و سیاه، صورتی کک‌مکی و حرکاتی مانند ورزشکاران، فرز و چابک. حمایل باریک و سرخ‌رنگی را که سمبل «انجمن جوانان ضدجنسی گرایی» بود، چندبار به دور کمرش بسته و آن را آن قدر محکم کرده‌بود که برجستگی‌های کفل‌هایش را به خوبی نمایش می‌داد.